# Сазер

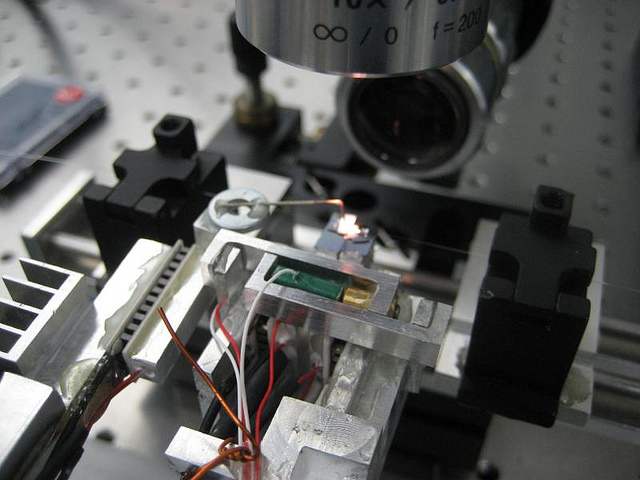
Прототип сазера. 2011 р.

Сазер (акронім англ. Sound Amplification by Stimulated Emission of Radiation (SASER)) — акустичний нанотехнологічний пристрій, джерело когерентних ультразвукових хвиль у терагерцовому діапазоні, звуковий еквівалент лазера, який здатний виробляти інтенсивний промінь однорідних звукових хвиль в наномасштабі. використовуючи при цьому незначну електричну потужність. Побудований на надґратці в електричному полі (Штаркові сходи), в якій переходи електронів з однієї квантової ями в іншу стимулюються звуковою хвилею, що відбувається із випромінюванням аналогічної звукової хвилі за рахунок вимушеного випромінювання фононів.

## Історія створення
Вперше концепція генерації когерентних фононів у двобар'єрній напівпровідниковій гетероструктурі була обґрунтована групою науковців: Енріке Вікторіано Анда, Серхіо Саулом Маклером, Орасіо Мігелем Поставскі та Рубеном Херардо Баррерою. Їхнє дослідження побачило світ у 1994 році на сторінках журналу «Brazilian Journal of Physics».
Інновація була впроваджена Школою фізики та астрономії Ноттінгемського університету спільно з Інститутом фізики напівпровідників імені Лашкарьова НАН України та була протестована у 2006 році. У 2009 році вперше вдалося експериментально продемонструвати пристрій, що працює в гігагерцовому діапазоні.
У 2010 році дві незалежні дослідницькі групи створили різні пристрої для генерації когерентних фононів у широкому частотному діапазоні — від мегагерців до терагерців. Перший пристрій був розроблений у Ноттінгемському університеті (А. Дж. Кент, Р. П. Бердслі, А. В. Акімов, В. Мар'ям, М. Геніні) і працював на частоті близько 440 ГГц. Другий пристрій створили в  Каліфорнійському технологічному інституті (І. С. Ґрудінін, Гансуек Лі, О. Пейнтер, Керрі Дж. Вагала), де досліджували лазерну дію фононів у настроюваній дворівневій системі, зосереджуючись на мегагерцовому діапазоні.
Паралельно з цими дослідженнями, роботу над джерелами когерентних звукових хвиль продовжували в Інституті фізики напівпровідників імені Лашкарьова НАН України, Московському інституті спектроскопії РАН (станом на сьогодні перебуває під санкціями США, Канади та України) та Хунанському університеті науки і технологій у Китаї. У 2023 році вчені досягли значного прориву, використовуючи пастку Пауля для створення фононного лазера на базі двох іонів. Цей лазер мав менше 10 фононів і функціонував у квантовому режимі, бувши в 10 разів потужнішим і суттєво точнішим за попередні моделі, які включали щонайменше 10 000 фононів. У 2024 році науковці з Хунанського університету представили сазер, який  продемонстрував значне збільшення яскравості фононів (більш ніж у тисячу разів) та суттєве звуження ширини спектральної лінії потужності (PSD). Попередні пристрої працювали лише десятки хвилин, але останній фононний лазер міг працювати понад годину. Ці характеристики відкривають нові перспективи для його застосування, охоплюючи як звуковий, так і ультразвуковий діапазони.

## Принцип дії
Сазер використовує звукові хвилі надвисокої частоти, подібно до того, як лазер використовує світлові хвилі. Традиційне посилення світла за допомогою стимульованого випромінювання (лазер) використовує пакети електромагнітних коливань — фотонів. В результаті утворюється безперервний пучок фотонів, що створюється шляхом стимуляції електронів із зовнішнім джерелом живлення; Вивільнення енергії (що відбувається при зіткненні електронів) здійснюється в оптичній порожнині з високою відбивною здатністю. Когерентний і керований сяючий промінь лазерного світла обумовлений однорідною частотою і швидкістю коливань фотонів. 
Сазер імітує лазерну технологію, але замість світлових хвиль випромінює звукові хвилі в терагерцовому діапазоні частот, а замість фотонів посилає фонони. Крім того, замість того, щоб посилати хвилі через оптичну порожнину, звуковий Сазер проходить через крихітну структуру надґратки. Надґратка виготовлена з 50 надтонких листів двох напівпровідникових матеріалів, що чергуються, арсеніду галію та арсеніду алюмінію. Коли фонони знаходяться всередині надґратки, вони підстрибують, розмножуються і в кінцевому рахунку виходять у вигляді ультрависокочастотного фононного пучка який  складається з когерентних акустичних хвиль, що виробляються на нанометрових довжинах хвиль. В кінцевому підсумку звукова хвиля виходить з пристрою у вузькому кутовому діапазоні, як і лазерні імпульси. Програмне забезпечення також може перетворювати промені сазера в терагерцові електромагнітні хвилі.

## Застосування

### Наукові дослідження
Сазери використовуються в експериментах для вивчення властивостей матеріалів, звуку та світла.

### Медичнавізуалізаціятатерапія
Сазери можуть революціонізувати медичний ультразвук, забезпечуючи набагато детальніше зображення з високою роздільною здатністю для ідентифікації уражень різноманітних органів та тканин. Ця технологія також може запропонувати терапевтичне застосування, наприклад, неінвазивні методи лікування для розщеплення каменів у нирках або точкове транспортування ліків до певних областей тіла. Застосування сазерів дозволить візуалізувати набагато дрібніші деталі в біологічних тканинах, таких як кровоносні судини, нервові волокна або пухлини на ранніх стадіях.

### Неруйнівний контроль
У таких галузях, як аерокосмічна та автомобільна промисловість, де цілісність матеріалів має вирішальне значення, сазери можуть використовуватися для неруйнівного контролю. Когерентні звукові хвилі, що генеруються лазером, можуть поширюватися через метали, композити та інші матеріали та виявляти дефекти  і тріщини в матеріалах, таких як крила літака або в компонентах інфраструктури, забезпечуючи безпеку, не завдаючи шкоди. Оскільки ці звукові хвилі більш сфокусовані та когерентні, результати набагато детальніші, ніж це можливо за допомогою традиційних методів ультразвукового контролю, які в іншому випадку могли б залишитися непоміченими.

### Квантовеобробленняінформації
Фонони також досліджуються через їхній потенціал як носіїв квантової інформації. У квантових обчисленнях когерентне керування звуковими хвилями за дуже низьких температур може бути використане для передачі інформації між кубітами (квантовими бітами) ефективніше, ніж за допомогою фотонів. Точність фононних лазерів може відкрити нові методи передачі квантових даних , що потенційно може призвести до проривів у квантовій комунікації та квантовій криптографії .

### Акустична левітаціята маніпулювання об'єктами
Звукові хвилі можуть чинити тиск на об'єкти, і при маніпуляції з лазерною точністю їх можна використовувати для акустичної левітації. Фононні лазери можуть переміщувати або маніпулювати невеликими об'єктами без фізичного контакту, що може мати застосування в мікроелектроніці або обробленні крихких компонентів у виробничих середовищах.

### У галузі нанотехнологій
Звукові хвилі високої інтенсивності можуть бути використані для зміни електронних властивостей наноструктур. Використання сазера для маніпулювання електронами всередині напівпровідників теоретично може призвести до створення комп'ютерних процесорів з терагерцовою частотою, набагато швидших за сучасні чіпи.

### Застосування воптоелектроніці
Сазери можуть застосовуватись як метод модуляції та передавання сигналу у волоконній оптиці.

### Комунікаційнісистеми
Можливість передавання інформації на великих відстанях з високою швидкістю. Звукові лазери можуть значно покращити звʼязок у середовищах, де традиційні електромагнітні хвилі менш ефективні, наприклад, під водою або під землею. 

### Моніторинг довкілля
Як геоакустичний прилад сазер може проводити глибоководне виявлення флори та фауни, а також глибинну геологічну та археологічну розвідку.

### Військове використання
Вчені з Делфтського технічного університету вважають, що фононні лазери поряд з оптичними лазерами знайдуть застосування як зброя спрямованої енергії. Враховуючи здатність генерувати когерентні звукові хвилі високої інтенсивності потенційне військове застосування сазерів може бути широким та різноманітним.
- Як акустична зброя:

Звуковий лазер дозволить набагато точніше націлюватися на ціль і може генерувати акустичну ударну хвилю високої інтенсивності, щоб дезорієнтувати, вивести з ладу або навіть завдати фізичної шкоди супротивнику.
Сфокусовані звукові промені потенційно можуть бути налаштовані на певні частоти, щоб резонувати з певними матеріалами або конструкціями, створюючи руйнівні вібрації. Наприклад, певні частоти можуть спричинити сильну вібрацію металевих компонентів у транспортних засобах або літаках, що призведе до їх структурного руйнування. Якщо енергія фононного променя достатньо інтенсивна, сазери можуть генерувати ударні хвилі, здатні вивести з ладу або вбити на близькій відстані, подібно до звукових ударів, але з більшою точністю та контролем. Фокусуючи енергію фононів у компактний промінь, сазери потенційно можуть обійти звичайну броню або щити, використовуючи структурні слабкості або коливальні режими в матеріалах, стійких до фізичного або електромагнітного впливу, та призводячи до їх циклічного напруження.
- Акустичні глушіння та порушення роботи акустичних датчиків:

У сучасній війні системи зв'язку, сенсори та системи виявлення мають вирішальне значення. Звукові лазери можуть використовуватися для глушіння, щоб порушити або нейтралізувати акустичну локацію.
У морській війні підводні човни та надводні кораблі покладаються на сонар для виявлення, відстеження та зв'язку. Сфокусований фононний промінь може бути використаний для створення акустичних перешкод, ефективно «засліплюючи» ворожий гідролокатор, перевантажуючи його шумом на цільовій частоті, або створюючи руйнівні перешкоди, які нівелюють вхідні або вихідні сигнали гідролокатора.
Акустичні датчики в наземних або повітряних застосуваннях можуть бути подібним чином порушені. Наприклад, дрони, оснащені звуковими лазерами, можуть перешкоджати акустичним системам спостереження противника, створюючи звукові хвилі, які заплутують або перевантажують датчики.
Сазери можуть відігравати ключову роль у системах боротьби з БПЛА, при якій акустичні глушіння порушуватимуть роботу внутрішніх гіроскопів, навігаційних систем або каналів зв'язку. Звукові хвилі високої інтенсивності також можуть безпосередньо пошкодити конструкцію або рухові системи дрона, викликаючи резонансні коливання.
- Гідроакустика та високоточна гідролокаційна візуалізація:

Сазери можуть використовуватися для покращення можливостей гідролокатора для військових підводних човнів або надводних кораблів, забезпечуючи краще виявлення та відстеження ворожих суден.
Традиційні гідролокаційні системи мають обмежену роздільну здатність через рефракцію звуку та розсіювання звукових хвиль у воді. Когерентні фононні промені, що генеруються сазерами, можуть забезпечити набагато вищу роздільну здатність гідролокаційного зображення, що дозволить виявляти менші об'єкти на більших відстанях та з більшою чіткістю.
Здатність точно контролювати частоту та фазу фононів може дозволити тривимірне картографування підводного середовища, включаючи приховані ворожі підводні човни або морські міни, з безпрецедентною точністю.
Підводні човни-невидимки стелс-технологій розроблені таким чином, щоб мінімізувати свою акустичну сигнатуру та уникнути виявлення ворожим сонаром. Сазер потенційно може бути використаний для протидії стелс-технологіям шляхом виявлення ледь помітних коливань у воді, спричинених рухом підводного човна. Когерентна природа фононного променя може бути більш чутливою до цих малих коливань, забезпечуючи додатковий рівень виявлення, якого бракує сучасним сонарам.
- Виявлення структурних вібрацій та атаки на резонансній частоті:

Фононні лазери, завдяки своїй точності, можуть бути використані в спеціальних операціях або саботажі шляхом націлювання на коливальні режими ворожої інфраструктури або транспортних засобів.
Кожна конструкція має резонансну частоту, певну частоту, на якій вона природно вібрує. Налаштувавши звуковий лазер на цю частоту, можна викликати резонансні коливання у ворожих будівлях, мостах або транспортних засобах, що потенційно може призвести до пошкодження конструкцій без необхідності використання вибухівки. Наприклад, мости можна змусити неконтрольовано вібрувати, що призведе до втоми матеріалу або його руйнування.
Це може бути особливо ефективним для цілей на військові об'єкти або критичну інфраструктуру, таку як вежі зв'язку, радіолокаційні установки.